# Lago di Martignano
Il lago di Martignano, originariamente chiamato lago Alsietino (in latino: lacus Alsietinus), è un lago endoreico del Lazio, di origine vulcanica, come il vicino lago di Bracciano (lacus Sabatinus).

## Descrizione
Le sue coste sono divise fra i comuni di Roma, Anguillara Sabazia e Campagnano di Roma. Occupa un'area di 2,44 km², si trova a 205 metri sopra il livello del mare e la sua profondità massima è di circa 60 metri.
Ha alcuni piccoli immissari, per lo più stagionali, e nessun emissario. Il bacino ha una lunghezza di 2,015 km, una larghezza di 1,545 km e un perimetro lacustre di circa 6 km. Nonostante disti appena 2 km dal bacino del lago di Bracciano, non è ad esso idrologicamente collegato.
Sul lago si affacciano importanti attività agricole multifunzionali, per lo più biologiche, mentre non è presente alcun centro abitato a eccezione di qualche rara abitazione agricola, tra cui tre agriturismi; nessuna strada è stata costruita nel circuito perimetrale, il che ha consentito al luogo di restare pressoché incontaminato: tale caratteristica lo rende anche tappa frequente per gli appassionati di trekking e di canoa.
Dal 1999 è parte del parco naturale regionale del complesso lacuale di Bracciano-Martignano, pertanto non è accessibile con mezzi propri se non passando dagli ingressi degli agriturismi. Esiste tuttavia un parcheggio pubblico non custodito dal lato di Anguillara Sabazia, dal quale un servizio navetta raggiunge la riva del lago.

## Geologia
Il lago di Martignano si formò oltre 130 000 anni fa, su una conca scavata per effetto delle eruzioni del Vulcano Sabatino.
Probabilmente in origine il lago era più esteso e il livello dell'acqua raggiungeva circa i 330 m s.l.m.; dai rilevamenti geologici, sembrerebbe che in epoca romana il lago toccasse i 250 m s.l.m. e si sia abbassato gradualmente nel corso dei secoli.
Sulle sue sponde sono visibili otto terrazzi, testimonianze delle modifiche del livello dell'acqua negli ultimi duemila anni. Il primo terrazzo si trova a 234 m s.l.m., mentre l'ultimo a circa 25 cm dal livello odierno del lago. Le prime misurazioni ufficiali risalgono al XIX secolo, e rilevano un'altitudine di 207 m s.l.m., dato confermato anche nel 1969. Successivamente, nel 1993, si è attestata a 203 s.l.m.

## Storia
Già noto ai tempi degli Antichi Romani, viene citato però unicamente da Sesto Giulio Frontino, il quale fa derivare l'etimologia del nome da Aleso. Le sue acque alimentavano l'acquedotto Alseatium costruito nel 2 a.C. sotto Augusto per alimentare le Naumachie che si tenevano a Roma nell'area dell'odierna piazza San Cosimato in Trastevere. Vicino ad esso sorgevano un tempo altri due laghi, il lago di Stracciacappe (lacus Papyrianus, prosciugato a partire dal 1828 da papa Leone XII), e il lago di Baccano, prosciugato nel 1715 per iniziativa del principe Augusto Chigi.

## Cinema e televisione

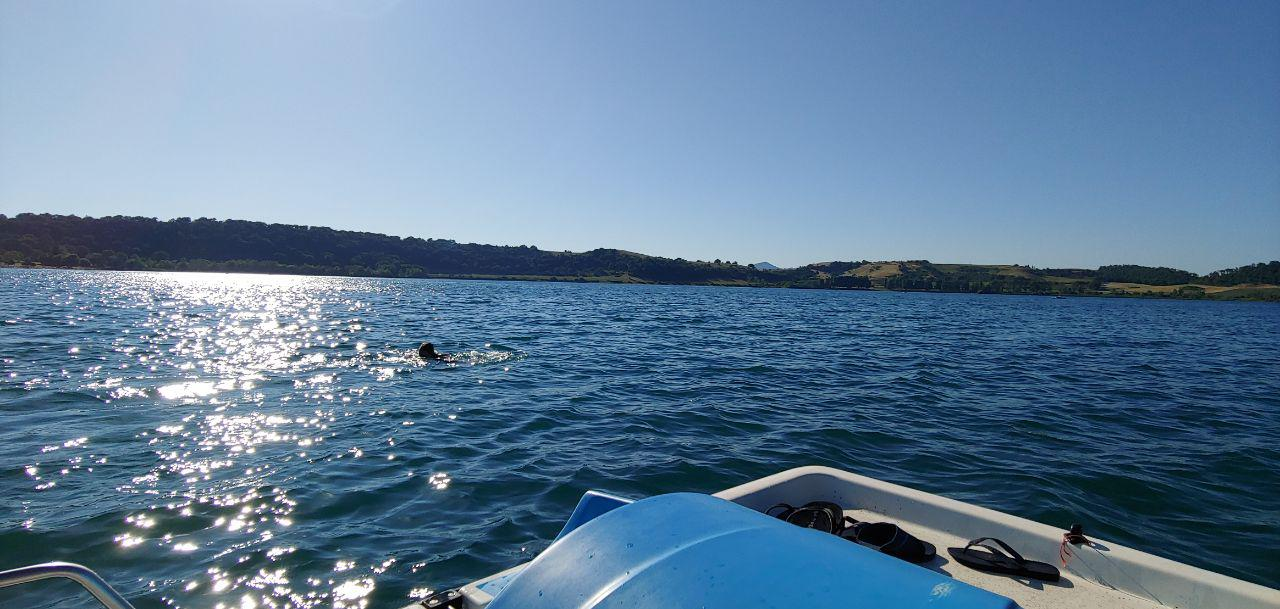
Lago di Martignano da un pedalò.

Il Lago di Martignano è stato utilizzato come location per varie produzioni televisive e cinematografiche, tra cui:
- Le avventure di Pinocchio di Luigi Comencini (1971)
- Il prode Anselmo e il suo scudiero di Bruno Corbucci (1972)
- Uno sceriffo extraterrestre... poco extra e molto terrestre di Michele Lupo (1979);
- Monella di Tinto Brass (1998);
- Distretto di Polizia 8 (2008) – episodio 26: Si muore due volte.

Nel 2017 sul lago fu girato il videoclip del brano Un angelo di Fausto Leali.